# Gualdino Mauro
Gualdino Mauro dos Santos Barreto, kurz Gualdino Mauro (* 13. Juli 2000 in São Tomé) ist ein são-toméischer Fußballspieler auf der Position eines Mittelfeldspielers.

## Vereinskarriere
Gualdino Mauro wurde am 13. Juli 2000 in São Tomé, der Hauptstadt des afrikanischen Inselstaates São Tomé und Príncipe, geboren. Über die Anfänge seiner Karriere ist nichts Näheres bekannt. Spätestens im Jahre 2018 spielte er im Nachwuchsbereich des portugiesischen Hauptstadtklubs Belenenses Lissabon und lief bei diesem zuletzt bis Sommer 2019 in der U-19-Mannschaft auf. Mauro kam bei Belenenses SAD, der seit Sommer 2018 von Belenenses Lissabon abgespalteten Profifußballabteilung, jedoch nicht zum Einsatz und wechselte im Sommer 2019 zum portugiesischen Zweitligisten CD Cova da Piedade. Beim Klub aus dem Ort Cova da Piedade war er vorrangig in der zweiten Herrenmannschaft aktiv. Für die Mannschaft mit Spielbetrieb in der AF Setúbal 1ª Divisão, der höchsten Liga innerhalb der Associação de Futebol de Setúbal und landesweit eine fünftklassige Fußballliga, kam er spätestens am 13. Oktober 2019 sein Pflichtspieldebüt und kam bis zum Abbruch der Saison aufgrund der COVID-19-Pandemie bis März 2020 in zwölf Meisterschaftsspielen zum Einsatz. Daneben absolvierte er auch vier Pokalspiele in der AF Setúbal Taça. In der Saison 2020/21 absolvierte er unter anderem im September 2020 drei Meisterschaftsspiele für die U-23-Mannschaft des Vereins und war danach im Dezember 2020 in zwei Ligaspielen der B-Mannschaft des Klubs im Einsatz.
In der Winterpause 2020/21 wechselte Mauro auf Leihbasis bis zum Saisonende zum portugiesischen Drittligisten GD Fabril do Barreiro und absolvierte für diesen am 30. Januar 2021 gegen den SC Praiense sein erstes Pflichtspiel, wobei er bei der 0:1-Heimniederlage in der 73. Spielminute eingewechselt wurde. Nach einem weiteren Kurzeinsatz wenige Tage später kam er im Februar und im April 2021 jeweils zu einem Einsatz über die volle Spieldauer und kehrte am Meisterschaftsende nach lediglich vier absolvierten Ligaspielen und dem Abstieg in die Viertklassigkeit wieder zu seinem Stammklub zurück. Nachdem die Meisterschaft in der portugiesischen Drittklassigkeit bereits im April geendet hatte, kam er im Anschluss noch im Mai 2021 auf einen Ligaeinsatz für die B-Mannschaft von CD Cova da Piedade.
Noch in der Sommerpause wechselte er innerhalb der vierthöchsten portugiesischen Spielklasse zu Benfica e Castelo Branco, fand dort aber kaum Berücksichtigung. Zwischen August und Oktober 2021 saß er in fünf Pflichtspielen auf der Ersatzbank und kam von dieser lediglich zu zwei kurzminütigen Einsätzen in der Liga und zu einem Kurzeinsatz im Regionalpokal. Im Winter verließ er den Verein bereits wieder und war fortan vereinslos (Stand: Dezember 2022).

## Nationalmannschaftskarriere
Bald nach einem Debüt im portugiesischen Herrenfußball erhielt Mauro die Einberufung in die Fußballnationalmannschaft von São Tomé und Príncipe, in der er unter Nationaltrainer Adriano Eusébio am 13. November 2019 beim ersten Gruppenspiel der Qualifikation zum Afrika-Cup 2022 gegen den Sudan erstmals uneingesetzt auf der Ersatzbank des A-Nationalteams seines Heimatlandes saß. Am 18. November 2019 gab Mauro beim zweiten Gruppenspiel gegen Ghana sein Länderspieldebüt, als er bei der knappen 0:1-Niederlage seines Heimatlandes in der 76. Spielminute für Harramiz auf den Rasen kam. Eine Woche später absolvierte Mauro für die U-18-Auswahl seines Heimatlandes ein weiteres Länderspiel, das in einer klaren 0:7-Niederlage gegen portugiesische Alterskollegen endete und bei dem Mauro über die vollen 90 Minuten durchspielte. Für internationales Aufsehen sorgte ein Vorfall nach dem Spiel, als sieben Spieler der U-18-Nationalmannschaft von São Tomé und Príncipe im Zuge des dreitägigen Trainingslagers in Portugal verschwunden waren und als vermisst gemeldet wurden.
Unter Adriano Eusébio nahm er im März 2021, nachdem das Turnier und damit auch die Qualifikation aufgrund der COVID-19-Pandemie verschoben worden waren, an den letzten beiden Afrika-Cup-Qualifikationsspielen seines Heimatlandes gegen den Sudan und Ghana teil. Hierbei kam er lediglich zu Kurzeinsätzen als Einwechselspieler und beendete die Qualifikation mit São Tomé und Príncipe nach sechs Niederlagen mit null Punkten auf dem letzten Platz der Gruppe C. Nachdem sich São Tomé und Príncipe in der ersten Runde der Qualifikation zum Afrika-Cup 2024 knapp gegen Mauritius durchgesetzt hatte, startete Mauro mit seinem Heimatland im Juni 2022 in die Gruppenphase der Afrika-Cup-Qualifikation und kam bei den deutlichen Niederlagen seines Heimatlandes (1:5 gegen Guinea-Bissau und 0:10 gegen Nigeria) abermals als Einwechselspieler zum Einsatz.